# Melissa (género)
Melissa es un género con cuatro especies de plantas con flores perteneciente a la familia Lamiaceae. Es originario del sur de Europa hasta Malasia.

## Especies
- Melissa axillaris (Benth.) Bakh.f. in C.A.Backer, Fl. Java 2: 629 (1965).
- Melissa flava Benth. in N.Wallich, Pl. Asiat. Rar. 1: 65 (1830).
- Melissa officinalis L., Sp. Pl.: 592 (1753).
- Melissa yunnanensis C.Y.Wu & Y.C.Huang, Acta Phytotax. Sin. 10: 228 (1965).
- Melisa con sC.Y.Wu & Y.C.Huang, Acta Phytotax. (1995)